# Cantonul Asfeld
Cantonul Asfeld este un canton din arondismentul Rethel, departamentul Ardennes, regiunea Champagne-Ardenne, Franța.

## Comune
- Aire
- Asfeld (reședință)
- Avaux
- Balham
- Bergnicourt
- Blanzy-la-Salonnaise
- Brienne-sur-Aisne
- L'Écaille
- Gomont
- Houdilcourt
- Poilcourt-Sydney
- Roizy
- Saint-Germainmont
- Saint-Remy-le-Petit
- Sault-Saint-Remy
- Le Thour
- Vieux-lès-Asfeld
- Villers-devant-le-Thour